# (8048) Andrle
(8048) Andrle est un astéroïde de la ceinture principale.

## Description
(8048) Andrle est un astéroïde de la ceinture principale. Il fut découvert le 22 février 1995 à l'Observatoire Kleť par Miloš Tichý et Zdeněk Moravec. Il présente une orbite caractérisée par un demi-grand axe de 3,00 UA, une excentricité de 0,07 et une inclinaison de 10,0° par rapport à l'écliptique.

## Compléments